# Ярчевска, Виктория
Виктория Ярчевска (исп. Viktoria Yarchevska; род. 29 апреля 2005) — испанская гребчиха на каноэ, двукратная чемпионка Европы 2025 года, бронзовый призёр чемпионата мира 2024 года, бронзовый призёр чемпионата Европы 2025 года.

## Карьера
В Самарканде, на чемпионате мира 2024 года, который состоялся сразу же после Олимпийских игр, Виктория в смешанных каноэ-четвёрках на дистанции 500 метров завоевала бронзовую медаль.
В 2025 году на чемпионате Европы, который прошёл в Рачице, в каноэ-одиночках на дистанции 200 метров стала обладательницей бронзовой медали. На аналогичной дистанции в каноэ-двойках стала чемпионкой Европы. 22 июня на дистанции 500 метров в каноэ-двойках стала двукратной чемпионкой Европы.  